# Известковый переулок
Известко́вый переу́лок — улица в центре Москвы в Таганском районе между Аристарховским и Большим Дровяным переулками параллельно Садовому кольцу.

## История
Название известно с XIX века. Здесь издавна велась торговля известью (на плане 1795 года показан участок с амбаром «где торгуют известью»). Переулок назывался ранее также Извёсточным переулком и Извёсточным рядом.

## Описание
Известковый переулок проходит параллельно Земляному Валу на Садовом кольце от Большого Дровяного на север до Аристарховского.

## Примечательные здания и сооружения
По нечётной стороне:
- № 1/4 — Доходный дом (1903, архитектор В. А. Властов), ныне — офисное здание.
- № 3 — ОАО «Бинбанк»
- № 5 — ремонтируемое здание, бывший центральный офис банка «Империя»;
- № 7 — ОАО «Плюсбанк»;
- № 9/7, стр. 1 — «Русский строительный банк» (Большой Дровяной переулок, 7/9, с.1).

По чётной стороне:
Тротуар, строения отсутствуют